# Rhytiphora affinis
Rhytiphora affinis är en skalbaggsart som beskrevs av Stefan von Breuning 1970. Rhytiphora affinis ingår i släktet Rhytiphora och familjen långhorningar. Inga underarter finns listade i Catalogue of Life.